# Jewhen Onacki
Jewhen Onacki, Jewhen Dometijowycz Onaćkyj, ps. „Charakternyk”, „Dometenko”, „Ital”, „Wynar”, „Taras” (ukr. Євген Дометійович Онацький, ur. 1 stycznia?/13 stycznia 1894 w Głuchowie, zm. 27 października 1979 w Buenos Aires) – ukraiński naukowiec, działacz społeczny, publicysta, językoznawca, encyklopedysta, jeden z ideologów nacjonalizmu ukraińskiego. 

## Biografia
Jewhen Dometijowycz Onaćkyj urodził się w Głuchowie, w guberni czernihowskiej Imperium Rosyjskiego. Jego ojciec pochodził ze starej kozackiej rodziny z Połtawszczyzny i nauczał w Głuchowskim Instytucie Nauczycielskim. W 1904 r. Jewhen wraz z rodziną przeprowadził się do Kamieńca Podolskiego, gdzie uczęszczał gimnazjum męskiego, które ukończył w 1912 r. W tym okresie oprócz ojca i wydarzeń rewolucji 1905 r. silny wpływ na poglądy Jewhena Onackiego mieli krewny, członek Ukraińskiej Partii Demokratycznej, poseł do I Dumy, Mykoła Onacki oraz Nykyfor Hryhorijiw, późniejszy minister edukacji w rządzie Symona Petlury.  
W latach 1912–1917 r. Jewhen Onacki studiował na Wydziale Historyczno-Filologicznym Uniwersytetu Kijowskiego, gdzie został członkiem Towarzystwa Naukowego im. Szewczenki.
W 1917 r. wstąpił do Ukraińskiej Rady Centralnej jako przedstawiciel studentów ukraińskich. W 1918 r. został przewodniczącym Głównej Rady Studentów Kijowa.
W 1919 r. był członkiem delegacji rządowej Ukraińskiej Republiki Ludowej na konferencji pokojowej w Paryżu. Na początku lat dwudziestych XX wieku wyemigrował. Początkowo mieszkał w Szwajcarii, potem przeprowadził się do do Włoch i osiadł w Rzymie, gdzie mieszkał przez 28 lat. Kierował tu biurem misji dyplomatycznej Ukraińskiej Republiki Ludowej (1920–22) oraz był redaktorem jej czasopisma „Głos Ukrainy” („La voce dell'Ucraina”). W okresie międzywojennym współpracował z ukraińskimi czasopismami.
W 1929 r. poznał Jewhena Konowalca, który mianował Onackiego przedstawicielem OUN we Włoszech. Współpracował z nacjonalistyczną „Rozbudową Nacji”. W sierpniu 1939 roku w domu, w którym mieszkał Onacki, odbył się II Wielki Zjazd OUN. Onacki po rozłamie w 1940 r. poparł Andrija Melnyka.
W latach 30. XX wieku był zwolennikiem włoskiego faszyzmu, wskazując jednak na różnice między nim a nacjonalizmem ukraińskim. Według Jewhena Onackiego faszyzm to nacjonalizm narodu państwowego, wrogiego wszelkim irredentystom, gotowego poświęcić wszystko i wszystkich dla swojego już stworzonego państwa. Nacjonalizm ukraiński natomiast to nacjonalizm narodu niepaństwowego, który żyje jedynie irredentyzmem i jest gotowy poświęcić wszystko i wszystkich, by zniszczyć te państwa, które nie pozwalają mu istnieć. Jako przedstawiciel Organizacji Ukraińskich Nacjonalistów we Włoszech był najbardziej aktywnym propagandzistą doświadczeń faszystowskich (oficjalnie wstąpił do OUN w 1930 r.). Publicysta podkreślał, że to nie faszystowska praktyka wykorzystywania władzy państwowej najbardziej interesowała ukraińskich nacjonalistów, ale jej ideowe aspekty: niechęć do akceptacji uwarunkowań zewnętrznych, wola zwycięstwa, pragnienie duchowego odrodzenia i stworzenia nowego człowieka, jedność narodowa ponad interesami partyjnymi, klasowymi i regionalnymi. W swoich artykułach wychwalał Mussoliniego i uzasadniał wyższość faszystowskiego państwa korporacyjnego, podporządkowującego sobie wszystkie siły społeczne, nad państwem liberalno-demokratycznym. Podobnie jak Wiktor Poliszczuk, Grzegorz Rossoliński-Liebe zalicza Onackiego do takich ideologów, jak Dmytro Doncow, Mykoła Sciborśkyj i Wołodymyr Martyneć, którzy  doprowadził do wypracowania ukraińskiej formy faszyzmu.
Onacki uważał nazizm  za imperialistyczny, rasistowski i antychrześcijański, w przeciwieństwie do faszyzmu, jednak Niemcy ze względów geopolitycznych pozostawały dlań głównym sojusznikiem politycznym Ukraińców. Melnykowcy nawet po operacji Barbarossa i rozpoczęciu okupacji ziem ukraińskich Niemców zamierzali pozostawać lojalnymi sojusznikami III Rzeszy.
W latach 1936–1940 był profesorem (1936) na Università degli Studi di Napoli "L'Orientale", gdzie nauczał języka ukraińskiego. Od 1940 do 1943 r. wykładał na Uniwersytecie Rzymskim.
29 września 1943 r., po kapitulacji Włoch, został aresztowany przez władze niemieckie (Gestapo). Był przetrzymywany w więzieniu w Rzymie (Regina Coeli), w Berlinie oraz w Oranienburgu (KL Sachsenhausen). Powodem aresztowania Onackiego była krytyka nazizmu oraz – jak sam wspominał – potępianie na forum Związku Dziennikarzy Zagranicznych zbrodni hitlerowskich wobec narodu ukraińskiego na terenach okupowanych przez Niemców (m.in. Komisariat Rzeszy Ukraina).
W październiku 1944 roku został zwolniony, w maju/czerwcu 1945 roku wrócił do działalności publicznej w Rzymie, m.in. został wiceprzewodniczącym Ukraińskiego Komitetu Pomocy, na którego czele stanął arcybiskup Iwan Buczko.
Wiosną 1947 r. wyemigrował do Argentyny. W 1949 r. został jednym z założycieli i pierwszym przewodniczącym Związku Ukraińskich Naukowców, Artystów i Pisarzy w Buenos Aires. Pełnił szereg funkcji w ukraińskich organizacjach emigracyjnych w Argentynie. W 1964 r. z powodu problemów ze wzrokiem wycofał się z czynnego życia publicznego.
Zmarł w 1979 r. w Buenos Aires i został pochowany na cmentarzu La Chacarita. Później, w 1986 r., został ponownie pochowany na cmentarzu ukraińskim w Monte Grande.

## Publikacje
Twórczość Jewhena Onackiego obejmuje bardzo różnorodną tematykę, w tym  Ukraińską Mała Encyklopedię, prace językoznawcze ukraińsko-włoskie («Українська теоретично-практична граматика для італійців», «Словник українсько-італійський»/„Vocabolario ucraino-italiano”), dzieła z zakresu historii i kultury Ukrainy, publicystykę polityczną oraz pamiętniki. 

## Upamiętnienie
Na cześć Jewhena Onackiego nazwano ulice w Czernihowie, Kamieńcu Podolskim i Głuchowie.